# مایکل تایداس
مایکل تایداس (انگلیسی: Michael Tiddes) یک کارگردان، تهیه‌کننده، فیلم‌نامه‌نویس است.
او بیشتر بخاطر ساخت خانه تسخیر شده و خانه تسخیر شده ۲ مشهور شده است.